# Термічна піч

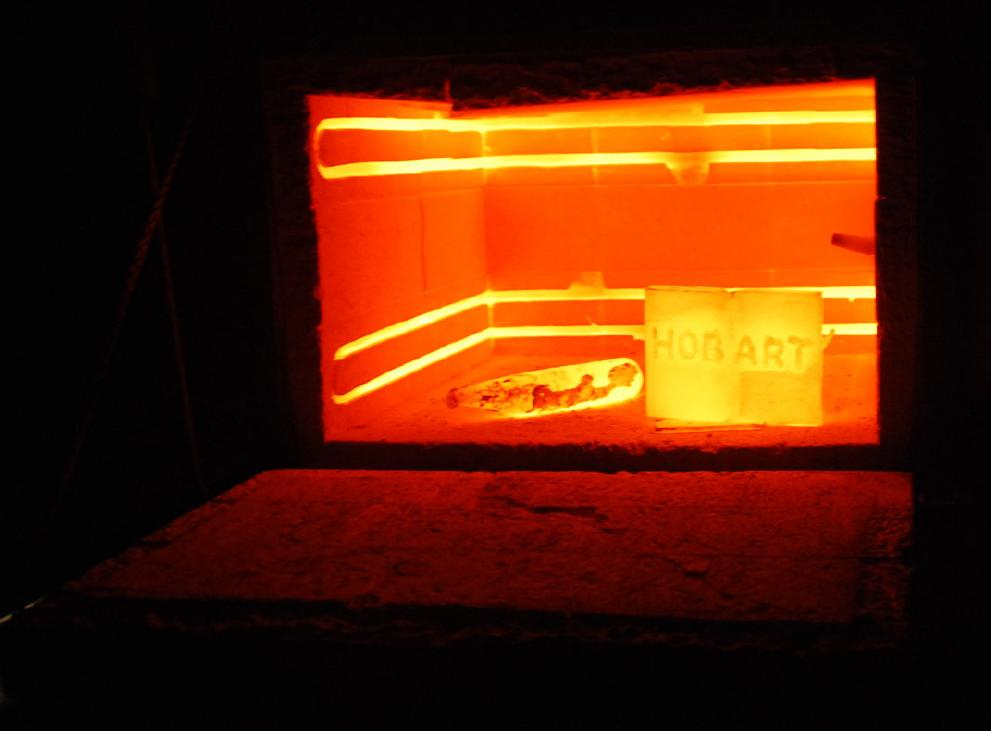
Нагріті деталі у термічній камерній печі перед гартуванням

Термі́чна піч (англ. heat-treatment furnace) — промислова піч для термічної або хіміко-термічної обробки металевих виробів.

## Класифікація
За джерелом тепла розрізняють електричні (печі опору, індукційні) і полуменеві (мазутні, газові) термічні печі.
За конструкцією печі поділяють на камерні (вертикальні, ковпакові, ямні), обертові, прохідні (протяжні, крокуючі, тунельні, конвеєрні) тощо; за призначенням — на гартувальні, відпалювальні, цементаційні тощо.
Термічні печі бувають періодичної, напівбезперервної, пульсуючої і безперервної дії; з контрольованим захисним газовим (наприклад, з продуктами неповного окислення вуглеводневих газів) і неконтрольованим повітряним середовищем, а також з рідинним середовищем (печі-ванни) і вакуумні печі.
Набувають поширення потокові гартувально-відпускні, нормалізаційно-відпускні, нітроцементаційні та ін. печі.

## Техніко-економічні характеристики печей
Найважливішими техніко-економічними характеристиками термічних печей є:
- розміри робочого простору, м;
- робоча площа поду або розміри піддона, м²;
- максимальна температура, °С;
- максимальна продуктивність, кг/год;
- максимальна маса одноразового завантаження, т;
- встановлена потужність, кВт;
- тип атмосфери в робочому просторі та об'ємна витрата захисного газу, м³/год;
- габаритні розміри, м.

## Використання
Для термічного оброблення прокатної продукції в металургії найчастіше використовують прохідні і протяжні печі. Загартування, нормалізацію та відпуск гарячекатаних листів проводять в печах з роликовим подом. Холоднокатану сталеву смугу в рулонах відпалюють як в протяжних, так і в ковпакових печах. В протяжних печах проводять термічну обробку смуги з вуглецевої та нержавіючої сталі та кольорових металів, а також хіміко-термічну обробку смуги з електротехнічних сталей та підготовлення смуги до нанесення на неї різних покриттів (цинкування, алюмінування тощо). Сортовий прокат обробляють в печах з роликовим подом і в конвеєрних печах. Для обробки труб застосовують печі з роликовим подом, секційні печі швидкісного нагрівання, печі з крокуючим подом і конвеєрні печі. Дріт у мотках і прутки обробляють в печах з роликовим подом, а при невеликому об'ємі виробництва — у ковпакових печах. Термічне оброблення коліс і колісних бандажів для залізничного транспорту проводять у вертикальних або кільцевих печах.
У машинобудування при одиничному або дрібносерійному виробництві застосовують в основному періодичні термічні печі, а при крупносерійному і масовому виробництві — безперервні термічні печі. В ливарних, термічних та ін. цехах машинобудівних заводів поширеними є печі з викочувальним подом. На заводах важкого машинобудування для оброблення крупних виробів застосовують вертикальні і ямні печі. Зі зростанням кількості операцій термічної обробки в атмосфері контрольованого складу на машинобудівних заводах застосовують ковпакові та елеваторні печі. Для безперервного оброблення при крупносерійному виробництві доцільно застосовувати штовхальні печі, конвеєрні печі, печі з роликовим подом, печі з рухомими балками, а інколи кільцеві й карусельні печі.
В автомобільній, тракторній, підшипниковій та ін. галузях масового виробництва у машинобудуванні знаходять застосування потокові загартувально-відпускні, нормалізаційно-відпускні, нітроцементаційні, цементаційні та ін. агрегати. У випадку потреби особливо рівномірного й швидкого нагрівання, а також при тонкій поверхневій цементації чи нагріванні без окиснення й зневуглецьовуванні поверхні невеликих деталей застосовують ванні печі. Особливо точні, швидкісні та спеціальні режими термічної обробки деталей масового виробництва проводять в індукційних нагрівальних печах. Для обробки великомірних і складних за формою виробів з легких металів у випадку підвищених вимог до точності режимі обробки (переважно в авіаційній промисловості) доцільними є печі аеродинамічного підігріву.
Для забезпечення високої точності нагрівання металу більшість термічних печей проектують з електричним обігріванням. В результаті розвитку методів нагріву при спалюванні газового палива (нагрівання за допомогою радіаційних труб, струменевий нагрів, застосування примусової циркуляції і т. д.) майже всі типи термічних печей можуть успішно працювати і при опаленні природним газом.

## Маркування (індексація) термічних печей
Для позначення печей для термічних цехів використовують літерно-цифрову індексацію.
Перед індексацією пишеться назва печі: «електропіч»; «піч паливна термічна на газі» (чи на мазуті); «установка індукційна» тощо за яким ставиться набір з трьох (рідше чотирьох) літер, значення яких подано у таблиці.
| 1-а літера | Вид нагрівання                                | 2-а літера                        | Тип конструкції | 3-я літера              | Середовище | 4-а літера    | Конструктивні особливості                                                         |
| ---------- | --------------------------------------------- | --------------------------------- | --- | ----------------------- | --- | ------------- | --------------------------------------------------------------------------------- |
| Г С И Т Н  | Газове Електричне Індукційне Полуменеве Іонне | А Б В Г Д Е И К Л Н П Р Т Ш Щ Є Я | Карусельна Барабанна Ванна Ковпакова Із викочуваним подом Із підвісним конвеєром З пульсуючим подом Конвеєрна Тунельна Камерна Протяжна Рольгангова Штовхальна Шахтна Щілинна Елеваторна Ямна | А В Г З М Н О П Р С Ц Щ | Азот Вакуум Розплав металу (свинець, олово, цинк) Захисна атмосфера Олива Водень Окисна атмосфера Пара водяна-вода Агресивне Сіль (селітра) Цементаційний газ Луг | А Л В М Н П С | Агрегат Лабораторна Вертикальна Муфельна Неперервної дії Періодичної дії Сушильна |

Групи цифр після літер означають геометричні параметри (дм):
- перша група — ширину поду (для печей з обертовим подом — зовнішній діаметр робочої поверхні поду);
- друга група — довжину поду (для печей з обертовим подом — ширина поду);
- третя група — висоту робочого простору печи або максимальну висоту завантажувального вікна.

Ці цифри розділяються крапками і записуються в чисельнику, а в знаменнику вказується гранична робоча температура печі в сотнях градусів Цельсія, а після неї через дефіс зазначаються допоміжні ознаки: для полуменевих печей — вид палива (Г — газ, М — мазут); для електричних печей — літера М — механізована, X — камера охолодження, П — періодичної дії, М — металевий тигель (для ванних печей), К — ківш (для карусельних печей). Цифри після цих літер для конвеєрних та штовхальних печей показують довжину камери охолодження (дм). В індексах печей з викочуваним подом після температури вводиться цифра, що показує граничне навантаження на під в тоннах.
Приклади:
1) Електропіч СКЗ-10.80.2,5/11,5-Х160 означає, що це електрична конвеєрна піч опору для нагрівання виробів у захисній атмосфері з температурою 1150 °С та розмірами робочої камери 1000х8000х250 мм, з камерою охолодження довжиною 16000 мм.
2) Піч термічна на газі ТДО-30.60.24/11-Г-80 — піч з викочувальним (Д) подом для нагрівання металів в окиснювальному середовищі продуктів згоряння природного газу з максимальною робочою температурою 1100 °С й розмірами робочої камери 3000х6000х2400 мм, з гранично допустимим навантаженням на під 80 тонн.

## Розвиток конструкцій
Сучасні режими термічної і особливо хіміко-термічної обробки характеризуються значною складністю. Для таких режимів перспективними є потокові агрегати або безперервні лінії, в які включено декілька камер або печей безперервної дії. Хіміко-термічну і все в більшому обсязі термічну обробку проводять в атмосферах контрольованого складу, для роботи з якою також у найбільшій мірі придатні безперервні термічні печі. Періодичні термічні печі машинобудівної промисловості удосконалюють шляхом застосування атмосфер контрольованого складу, примусової циркуляції, а також механізації роботи та обслуговування.